# پیرامون اسارت بشری (فیلم ۱۹۳۴)
پیرامون اسارت بشری (انگلیسی: Of Human Bondage) فیلمی پیشاکد در ژانر درام به کارگردانی جان کرامول است که در سال ۱۹۳۴ منتشر شد. منتقدان این فیلم را آغاز ستاره شدنِ بت دیویس قلمداد می‌کنند. لستر کوهن بر اساسِ رمان پیرامون اسارت بشری (۱۹۱۵) نوشته‌ی سامرست موآم فیلمنامه را نگارش کرد. 

## خلاصه‌ی داستان
هنرمندی بریتانیایی به نام فیلیپ کری که پایش دچار بیماری پاچنبری‌ست، به مدت چهار سال است که در پاریس به یادگیری نقاشی مشغول است. پس از سوال کری از استادش که آیا ماندن و ادامه دادنش ارزش دارد، استاد صادقانه به او می‌‌گوید که استعدادِ لازم را ندارد و بهتر است که این موضوع را زودتر بداند و نه زمانی که دیر شده است. او به لندن برمی‌گردد تا پزشک شود، ولی خلق‌و‌خو و عدم اعتماد به نفسش در پیشرفت او در درس اختلال ایجاد می‌کند. 
فیلیپ عاشق میلدرد راجرز (پیشخدمت چای‌خانه) می‌شود، اگرچه او رفتار بسیار تحقیرآمیزی با فیلیپ دارد. مشغولیت دائم ذهن فیلیپ به میلدرد او را از درس دور کرده و باعث رد شدنش در آزمون می‌شود. 
میلدرد پیشنهاد ازدواج فیلیپ را رد می‌کند و می‌گوید که قرار است با مردی که وضع مالی خوبی دارد (امیل میلرِ فروشنده) ازدواج کند.
با پیدا شدنِ نورا (نویسنده‌ی جذاب و با ملاحضه‌یِ رمان‌های عاشقانه که بانام مستعارِ مردانه می‌نویسد) در زندگی فیلیپ، او میلدرد را کم‌کم به فراموشی می‌سپارد. درست در زمانی که فیلیپ زندگی‌اش را سروسامانی داده است، میلدرد بازمی‌گردد: می‌گوید امیل او را رها کرده و باردار است.
فیلیپ آپارتمانی برای میلدرد تهیه می‌کند، از نظر مالی کمکش می‌کند و رابطه‌اش را با نورا قطع می‌کند. نورا و فیلیپ در نزد هم اعتراف می‌کنند که چگونه روابط بین فردی می‌تواند به اسارت منجر شود (فیلیپ به میلدرد، نورا به فیلیپ، و میلدرد به امیل).

## بازیگران
- لزلی هاوارد در نقش فیلیپ کری
- بت دیویس در نقش میلدرد راجرز
- فرنسیس دی در نقش سَلی اتلنی
- کی جانسون در نقش نورا
- رجینالد دنی در نقش هری گریفیث
- آلن هیل سینیور در نقش امیل میلر
- رجینالد شفیلد در نقش سیریل دانسفورد
- رجینالد اوئن در نقش ثورپ اتلنی
- تمپه پیگوت در نقش اگنس هالت (صاحبخانه‌ی فیلیپ)
- دزموند رابرتس در نقش دکتر جِیکوب
- ژرژ رناونت

## تولید
نمایش فیلمی که بین کرامول و مایکل کورتیز پیش می‌آید، به جای آنکه به استفاده‌ی کرامول از بازیگر اصلیِ فیلم کورتیز (ریچارد بارتلمس) ختم شود، باعث می‌شود که او توجه‌اش به بت دیویس جلب شود که مناسب نقش میلدرد، شهرآشوبِ رمان سامرست موآم است. کرامول می‌داند تهیه‌کننده، حقوقِ رمانِ موآم را برای لزلی هاوارد خریده، پیشنهاد می‌دهد که دیویس همبازیِ عالی‌ای برای او می‌شود، که مورد پذیرش قرار می‌گیرد. موآم نیز از این تصمیم حمایت می‌کند.
جک وارنر (که دیویس را در استخدام خود داشته) با بازیِ او در فیلم مخالفت می‌کند با وجود اصرار دیویس، وارنر به مخالفت خود ادامه می‌دهد و معتقد است که ایفای چنین نقشی، تصویر فریبنده‌ی دیویس را از بین خواهد برد و به همین دلیل بازیگرانی چون کاترین هپبورن نقش را رد کرده‌اند. وارنر در آخر با تبادل بازیگران موافقت می‌کند.